# Somadeva
Somadeva est un écrivain cachemiri du XIe siècle (floruit vers 1070), auteur d'un recueil de contes en sanskrit, le Kathâsaritsâgara, traduit en français par Océan des rivières des contes.
Issu de la caste des brahmanes du Cachemire, c'est à l'intention du roi Ananta (1029-1064) qu'il composa ce vaste recueil de trois cent cinquante contes, qui est un des grands chefs-d'œuvre de la littérature sanskrite classique

### Traductions en français
- Océan des rivières de contes, (Nalini Balbir (dir.); trad. du sanskrit par Nalini Balbir, Mildrède Besnard, Colette Caillat, Lucien Billoux, Sylvain Brocquet, Christine Chojnacki, Jean Pierre Osier et Louis Renou) Paris, Gallimard, coll. « Bibliothèque de la Pléiade » 1997, 1792 p.  (ISBN 978-2-070-11459-7)
- Contes du vampire, traduit du sanskrit et annotés par Louis Renou, Paris, Gallimard-Unesco, coll. « Connaissance de l'Orient », 1963, 232 p. (rééd. en format poche, 1985 (ISBN 978-2-070-70532-0)